# Piramida Księżyca

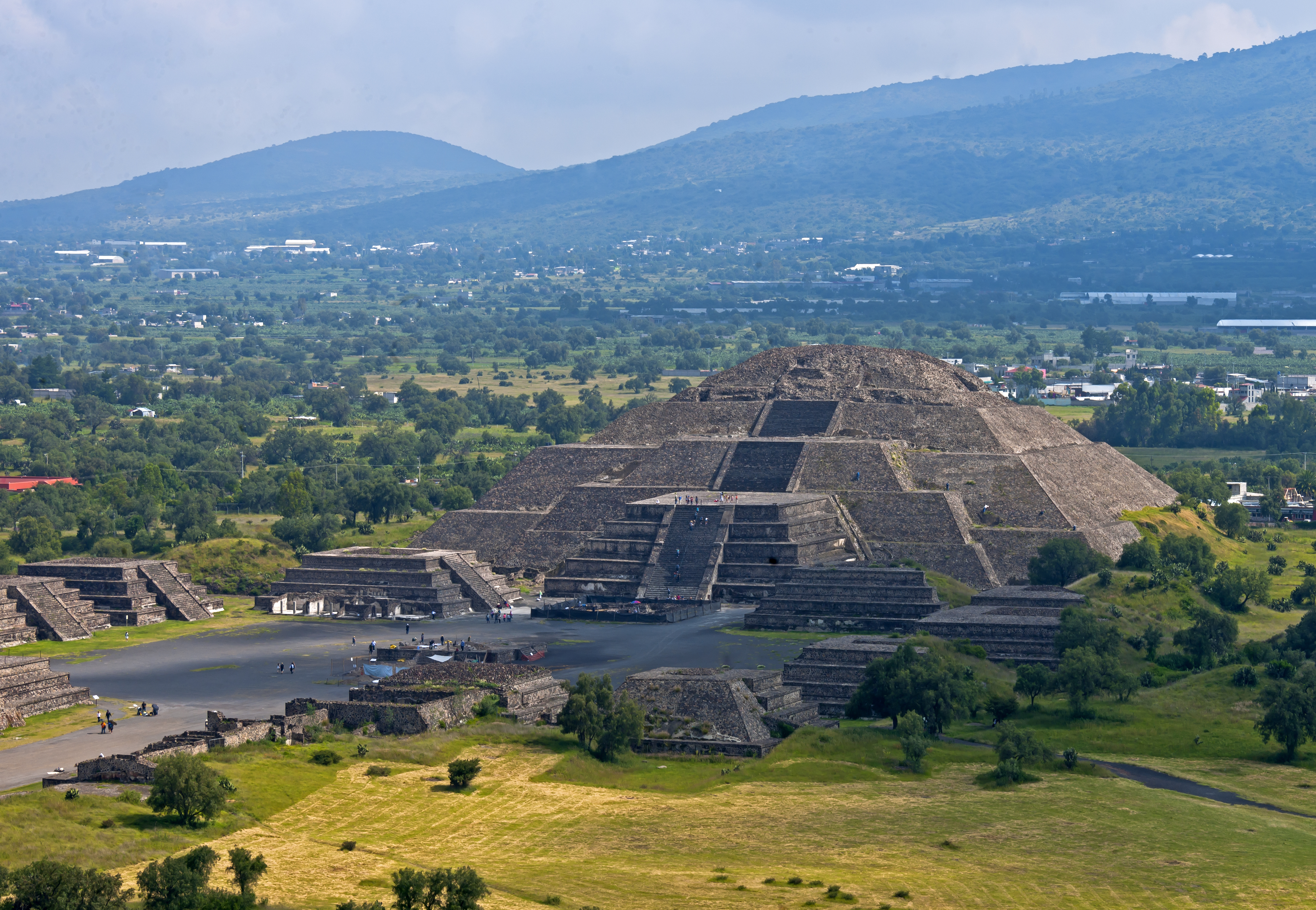
Piramida Księżyca

Piramida Księżyca (hiszp. Pirámide de la Luna) – piramida położona w starożytnym mieście Teotihuacán w Meksyku. Jest drugą co do wielkości budowlą w mieście, po Piramidzie Słońca i jedną z najstarszych w Mezoameryce. Zbudowana została przy Alei Zmarłych, która razem z Piramidą Słońca i Cytadelą otoczoną mniejszymi świątyniami tworzy centrum kultowe miasta. Swoim wyglądem przypomina kształt masywu górskiego Cerro Gordo, który otacza pobliską dolinę. Budowla bywa czasem nazywana Tenan, co w języku nahuatl oznacza „matkę” lub „kamień ochronny”.
Piramidę wzniesiono między 200 a 450 rokiem n.e. Na jej szczycie znajdowała się platforma, na której odprawiano ceremonie poświęcone Wielkiej Bogini Teotihuacan, opiekunce wody, ziemi i urodzaju. Przed piramidą rozciąga się Plac Księżyca z centralnym ołtarzem i kamiennymi, prostokątnymi konstrukcjami tworzącymi tak zwany „Krzyż Teotihuacan”.

## Historia

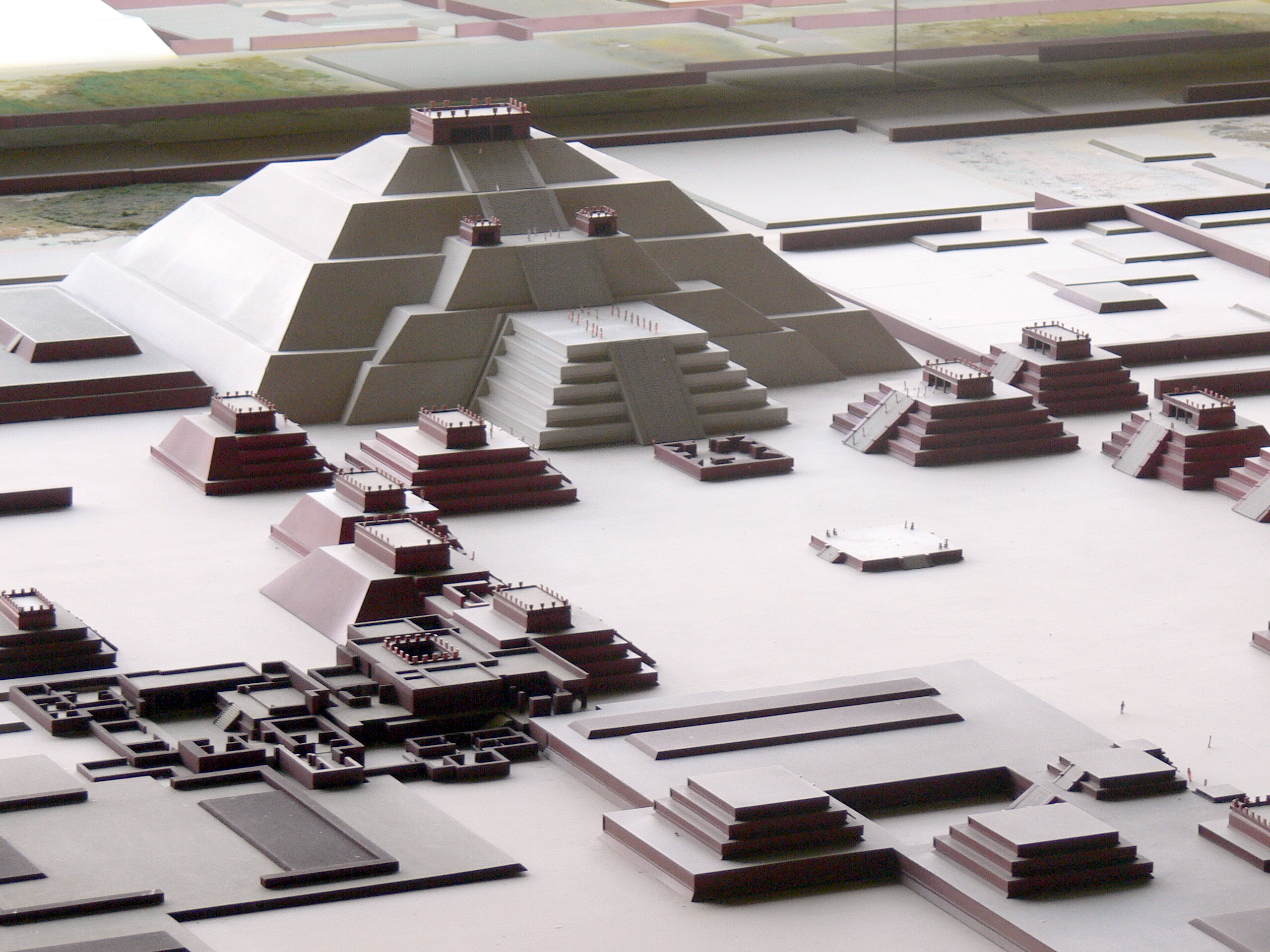
Model Piramidy Księżyca

Pomiędzy 150 rokiem p.n.e. a 500 rokiem n.e. bliżej nieznana kultura mezoamerykańska stworzyła miasto Teotihuacán (początkowo nazywane Tzacualli). Przypuszcza się, że jego budowniczymi mogły być ludy Nahua, Otomi lub Totonac. Rozwijane przez lata techniki budownicze pozwoliły jej na stworzenie monumentalnych obiektów i to bez użycia metalowych narzędzi. Największym i najstarszym z nich jest wzniesiona około 100 roku n.e. Piramida Słońca. Sto lat później rozpoczęto budowę Piramidy Księżyca, którą umiejscowiono na strukturach jeszcze starszych niż Piramida Słońca. Wzdłuż niej zbudowano długą na 2 km i szeroką na 40 m Aleję Zmarłych otoczoną licznymi świątyniami. Sama piramida osiągnęła wymiary 150×120×43 m.
Po upadku Teotihuacánu w VIII wieku, miasto naprzemiennie zamieszkiwały różne ludy. W czasach Azteków stało się miejscem pielgrzymek, gdyż utożsamiano je z mitem o powstaniu świata. Wówczas też nadano piramidzie obecną nazwę. Prawdopodobnie wpływ miał na to ogromny kamienny posąg Wielkiej Bogini, który był identyfikowany z Księżycem.

## Badania

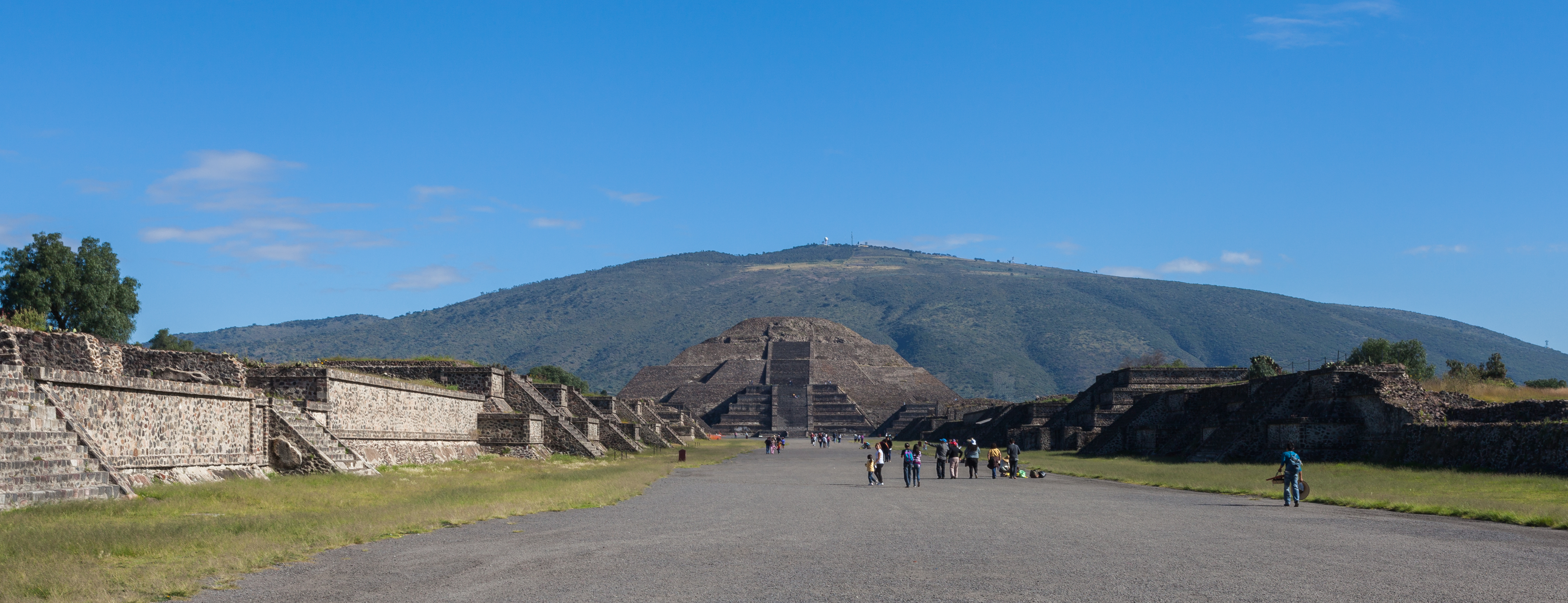
Piramida Księżyca

W XVII w. pierwsze badania piramidy przeprowadził Carlos de Sigüenza y Góngora, który m.in. sprawdzał czy jest naturalną górą czy budowlą całkowicie sztuczną. 
Przeprowadzone przez archeologów wykopaliska w 1998 roku ujawniły, że budowla przeszła przynajmniej sześć renowacji. Podczas każdej dodawano nową i większą nadbudówkę, która przykrywała poprzednią konstrukcję. Odkryto również artefakty, które dostarczyły informacji o początkach miasta. W tym samym roku odnaleziono grobowiec poświęcony Wielkiej Bogini, który zawierał ludzki szkielet, szczątki m.in. wilka, pumy, jaguara, węża i ptaka oraz ponad 400 innych relikwii, w tym obsydianowe figurki, ceremonialne noże i groty włóczni. 
W 1999 roku międzynarodowy zespół badaczy pod kierownictwem profesora Saburo Sugiyamy odnalazł na piątym poziomie piramidy grobowiec, zawierający cztery ludzkie szkielety, kości zwierząt, biżuterię, obsydianowe ostrza oraz wiele innych przedmiotów. Wiek pochówku oszacowano na 100-200 rok n.e.
W 2005 roku obfite opady deszczu odsłoniły wejście do tunelu, który rozciąga się pod piramidą. Wewnątrz odkryto kilka bocznych komór, które w 2013 roku zostały zbadane przy użyciu zdalnie sterowanego robota. W jednym z bocznych pomieszczeń odkrył on dziwne żółte kule pokryte utlenionym pirytem. Pojawiły się sugestie, że kule są metaliczne a dawniej były bardziej błyszczące. George Cowgill z Uniwersytetu Stanowego w Arizonie, stwierdził, że są one naprawdę wyjątkowe, ale nie ma żadnego pomysłu co mogą oznaczać. Z kolei w innej części podziemi odnaleziono kwarcowe i nefrytowe maski oraz ceramikę datowaną na 100 rok n.e.